# Cecilia Bolocco
Cecilia Carolina Bolocco Fonck (ur. 19 maja 1965 w Santiago, Chile) – prezenterka telewizyjna i Miss Universe w 1987 r.
W 1987 roku została Miss Chile i w tymże roku wysłano ją na zgrupowania Miss Universe, które odbywały się w Los Angeles, USA. Bolocco zwyciężyła, pokonując 67 konkurentek.

Po konkursie zrobiła karierę prowadząc programy telewizyjne w Narodowej Telewizji Chilijskiej. Poprowadziła m.in. Porque hoy es sábado (Ponieważ jest sobota). W 2022 r. powróciła do swojej kariery dziennikarskiej, gdzie dla chilijskiej stacji Channel 13 prowadziła program „Todo port ti, con Cecilia Bolocco”. 

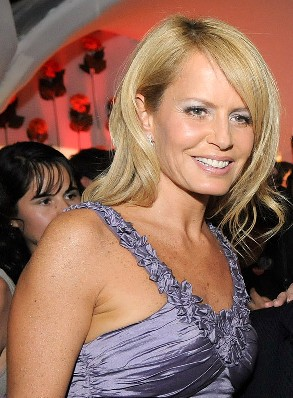
Cecilia Bolocco (2010)